# Sceloporus cautus
Sceloporus cautus (полохлива колюча ігуана) — вид ігуаноподібних ящірок родини фриносомових (Phrynosomatidae). Ендемік Мексики.

## Поширення і екологія
Полохливі колючі ігуани поширені в центральній Мексиці, від західного Сакатекасу на південь до Коауїли і північного заходу Сан-Луїс-Потосі. Вони живуть в незайманих ксерофітних чагарникових заростях, на трапляються на сільськогосподарських угіддях. Зустрічаються на висоті від 1500 до 1900 м над рівнем моря. Відкладають яйця.